# Northrop X-21

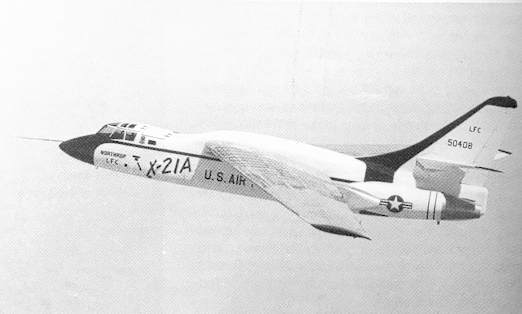
De X-21A tijdens een testvlucht

De Northrop X-21A, ook wel X-vliegtuig genoemd, was een experimenteel vliegtuig dat speciaal ontwikkeld werd om vleugels te testen met gecontroleerde laminaire stroming. Het ontwerp was gebaseerd op de WB-66D, waarbij de motoren van de vleugels werden verplaatst naar de achterzijde van de romp om plaats te maken voor luchtcompressoren. Het toestel vloog voor het eerst op 18 april 1963 met NASA-piloot Jack Wells. Ondanks nuttige tests bleek het onderhoud aan het laminaire-stromingssysteem te bewerkelijk, waarna het programma werd afgelast.

## Ontwerp en ontwikkeling
Controle over laminaire stroming is een technologie die potentieel een significante verbetering kan geven in de weerstandscoëfficiënt en daarmee in het brandstofverbruik, bereik en uithoudingsvermogen van een vliegtuig, meer dan welke andere bekende luchtvaarttechnologie ook. In principe is het zo dat wanneer 80 procent van de vleugel laminaire stroming verzorgt, de totale luchtweerstand afneemt met 25 procent. De wrijving tussen de lucht en de oppervlakte van het vliegtuig, "viskeuze weerstand" genoemd is veel groter bij een turbulente grenslaag dan bij een laminaire. De voornaamste manier van laminaire-stromingcontrole is de grenslaag te verkleinen door de lucht als het ware weg te zuigen door poreus materiaal, een veelvoud aan sleuven in het oppervlak of kleine perforaties.
Er werden twee grote modificaties toegepast: de standaard Allison J71-motoren werden verwijderd; daarvoor in de plaats werden 2 General Electric XJ79-GE-13 turbojet-motoren zonder naverbrander geïnstalleerd in gondels bevestigd aan de achterzijde van de romp. Beide motoren hadden een vermogen van 42 kN. Lucht afkomstig van deze motoren werd gevoerd naar luchtaangedreven compressoren bevestigd aan de vleugels. Deze zogen op hun beurt de lucht af bij de voorzijde van de vleugels door de openingen daarin.
De beide testvliegtuigen (55-0408 en 55-04010) hadden een hoogstaand controlesysteem aan boord om de laminaire stroming te controleren. Hiervoor was een compleet nieuw vleugelontwerp nodig: meer spanwijdte en oppervlak; de pijlstelling van de vleugel werd teruggebracht van 35° naar 30°. De vleugel had een totaal van 800.000 sleuven in meerdere rijen over de spanwijdte: de lucht werd hierin naar binnen gezogen resulterend in gladdere, laminaire stroming.
Theoretisch kon hierdoor een lagere weerstand, gunstiger brandstofverbruik en groter bereik worden gerealiseerd.
Het toestel had één piloot aan boord in de voor in het toestel gemonteerde cockpit; daarnaast waren er twee vluchtingenieurs aan boord en, in de romp onder de vleugel, twee testingenieurs.

## Het testen
Bij de eerste tests bleek al dat er behoorlijke problemen ontstonden met het poreuze materiaal en de sleuven in het oppervlak van de vleugels. Er bleef gemakkelijk vuil, insecten, zelfs regen in vastzitten. In bepaalde omstandigheden bevroor de regen waardoor de ijskristallen abrupt de laminaire stroming onderbraken. Hierdoor smolt het ijs, waarna er weer laminaire stroming ontstond. Maximaal werd over 95% van de spanwijdte laminaire stroming bereikt. Door het veelvuldig verstoppen van de openingen werd het ontwerp verlaten.
Desondanks werden er tijdens de vluchten met de X-21 volstrekt nieuwe gegevens verzameld onder andere over de effecten van oppervlakteonregelmatigheden, grenslaagturbulentie veroorzaakt door driedimensionale effecten in de luchtstroom over de spanwijdte (spanwise contamination ofwel "spanwijdte verontreiniging" genoemd) en nadelige omgevingsfactoren zoals ijskristallen in de atmosfeer.

## Verdere lot
Beide X-21's zijn opgeslagen op Edwards Air Force Base zonder dat er veel aandacht aan is besteed waardoor ze sterk zijn achteruitgegaan in conditie: hooguit dienen ze nog als onderwerp voor een foto. De toestellen zijn te bezichtigen: er zijn geen plannen voor restaureren of tentoonstellen.